# 1I/ʻOumuamua
1I/ʻOumuamua (conegut prèviament com a C/2017 U1 (PANSTARRS) i A/2017 U1) és un objecte interestel·lar que està passant a través del sistema solar. Fou descobert en una òrbita altament hiperbòlica per l'astrònom Robert Weryk el 19 d'octubre de 2017 amb observacions fetes pel telescopi Pan-STARRS quan l'objecte es trobava a 0,2 AU (30.000.000 km) de la Terra. Primer es va pensar que era un cometa, però es va classificar com a asteroide una setmana després. És el primer objecte d'una nova classe anomenada asteroide hiperbòlic.
Basat en les observacions de 27 dies, la seva excentricitat es va calcular en 1.20, la més alta mai observada en el sistema solar. L'anterior rècord el tenia el cometa C/1980 E1 amb una excentricitat de 1.057 L'alta excentricitat de ʻOumuamua indica que no ha estat mai gravitacionalment lligat al sistema solar i a seva alta velocitat indica que prové del medi interestel·lar. Té una inclinació de 123º respecte l'eclíptica i una velocitat interestel·lar de 26.32 km/s amb un màxim al periheli de 87.71 km/s. ʻOumuamua és un objecte petit d'entre 100 i 1.000 metres de llarg, amb la seva amplada i gruix estimats entre 35 i 167 metres. Té un color vermell, com els objectes del Sistema Solar exterior. Malgrat la seva aproximació propera al Sol, no va mostrar signes de tenir una coma. Va mostrar una acceleració no-gravitatòria, potencialment a causa de la desgasificació o una empenta de la pressió de radiació solar. Mostrava una velocitat de rotació similar a la dels asteroides del Sistema Solar, però molts models permetien que tingués una rotació més allargada que aquests. La seva corba de llum, suposant un petit error sistemàtic, presenta el seu moviment com a "tombant" en lloc de "girar", i es movia prou ràpid en relació al Sol que és probable que tingui un origen extrasolar. Extrapolat i sense més desacceleració, el seu camí no es pot capturar en una òrbita solar, de manera que finalment abandonarà el Sistema Solar i continuarà cap a l'espai interestel·lar. Es desconeix el seu sistema planetari d'origen i edat.
ʻOumuamua seria notable pel seu origen extrasolar, gran obliqüitat i acceleració observada sense coma aparent. El juliol de 2019, la majoria dels astrònoms van concloure que es tractava d'un objecte natural, però la seva caracterització exacta és controvertida donada la finestra d'observació limitada. Tot i que un objecte no consolidat (munt de runes) requeriria que ʻOumuamua tingués una densitat similar als asteroides rocosos, una petita quantitat de força interna semblant als cometes gelats li permetria tenir una densitat relativament baixa. Les explicacions proposades del seu origen inclouen la resta d'un cometa lliure desintegrat, o un tros d'un exoplaneta ric en gel de nitrogen, semblant a Plutó. El 22 de març de 2023, els astrònoms van proposar que l'acceleració observada era "deguda a l'alliberament d'hidrogen molecular atrapat que es va formar mitjançant el processament energètic d'un cos congelat ric en H₂O", consistent amb que 'Oumuamua és un cometa interestel·lar, "originat com una relíquia planetesimal semblant àmpliament als cometes del sistema solar".
Avi Loeb ha suggerit que podria ser un producte de tecnologia extraterrestre, però no hi ha proves suficients per donar suport a cap hipòtesi, "malgrat tota [la seva] estranyesa". El gener de 2022, els investigadors van proposar el Projecte Lyra, on una nau espacial llançada des de la Terra podria arribar a 'Oumuamua en 26 anys per a estudis més detallats.

## Nomenclatura
En ser el primer objecte d'una classe nova, la Unió Astronòmica Internacional el va designar amb una nova nomenclatura "I", per objectes interestel·lars, sent així, l'objecte C/2017 U1, més tard va ser reclassificat com a asteroide A/2017 U1 a causa de l'absència de coma. Una vegada que es va identificar inequívocament com a provinent de fora del Sistema Solar, es va crear una nova designació: I, per a objecte interestel·lar. Com a primer objecte identificat així, ʻOumuamua es va designar 1I, amb regles per a l'elegibilitat dels objectes per als nombres I i els noms que s'han d'assignar a aquests objectes interestel·lars encara per codificar. L'objecte es pot anomenar 1I; 1I/2017 U1; 1I/ʻOumuamua; o 1I/2017 U1 (ʻOumuamua).
El nom ʻOumuamua es va triar per l'equip del telescopi Pan-STARSS, en consulta amb Ka'iu Kimura i Larry Kimura de la Universitat de Hawaiʻi a Hilo. Prové del hawaià que significa ‘el que arriba de lluny’. El primer caràcter no és un apòstrof sinó el caràcter hawaià ʻOkina, i es pronuncia com a parada glotal Reflecteix la manera com l'objecte és com un explorador o missatger enviat des del passat llunyà per arribar a la humanitat. Es tradueix aproximadament com a "primer missatger distant".
Abans de decidir-se el nom oficial, es va suggerir Rama, el nom donat a una nau espacial alienígena descoberta en circumstàncies similars a la novel·la de ciència-ficció de 1973 Rendezvous with Rama d'Arthur C. Clarke .

## Observacions
És el primer exemple d'un objecte interestel·lar, que sembla provenir de l'estrella Vega, a la constel·lació de la Lira, amb una velocitat hiperbòlica de 26 km/s respecte el Sol. La seva direcció és propera a l'àpex del Sol, la direcció més probable per a trobar-se objectes de fora del sistema solar. No se sap quant de temps porta l'objecte voltant pel disc galàctic, però es creu que el sistema solar ha estat el primer en creuar-lo des que va ser ejectat del seu sistema solar de naixement, probablement fa milions d'anys.
| Objecte                      | Any  | Velocitat km/s | # d'observacions i dies |
| ---------------------------- | ---- | -------------- | ----------------------- |
| C/1947 F1 (Rondanina-Bester) | 1671 | 1.84           | 15 en 37 dies           |
| Sedna                        | 1746 | 2.66           | 196 en 9240 dies        |
| C/1980 E1 (Bowell)           | 1765 | 2.98           | 179 en 2514 dies        |
| C/1997 P2 (Spacewatch)       | 1779 | 2.99           | 94 en 49 dies           |
| C/2010 X1 (Elenin)           | 1798 | 2.96           | 2222 en 235 dies        |
| C/2012 S1 (ISON)             | 1801 | 2.99           | 6514 en 784 dies        |
| C/2008 J4 (McNaught)         | 1855 | 4.88           | 22 en 15 dies           |
| 1I/Oumuamua                  | 1982 | 26.5           | 102 en 27 dies          |

El 26 d'octubre de 2017 es van trobar dues predescobertes (predescobriment) dels dies 14 i 17 d'octubre. Les observacions fetes durant dues setmanes van mostrar la gran excentricitat de l'òrbita hiperbòlica.
Assumint que és una roca amb una albedo del 10%, es calcula que té un diàmetre d'uns 160 metres. L'espectre obtingut pel telescopi William Herschel el dia 25 d'octubre mostra un color vermell i s'assembla força a l'espectre dels objectes del cinturó de Kuiper. En canvi, l'espectre obtingut pel telescopi Hale va mostrar un color menys vermell i més similar als nuclis cometaris o als trojans.
Extrapolant l'òrbita passada, s'ha calculat que va passar pel periheli el 9 de setembre de 2017 i va passar a 0.1616 ua (24,180,000 km) de la Terra al 14 d'octubre del mateix any. La magnitud aparent a finals d'octubre és de 23.
S'ha calculat que fa uns 100 anys, l'objecte estava a uns 561 ua (84 mil milions de km) i viatjava a 26 km/s respece el Sol. Va seguir accelerant fins a arribar als 87.7 km/s al periheli. Quan es va descobrir ja s'havia frenat fins als 46 km/s i continuarà desaccelerant fins a tornar als 26 km/s respecte al Sol. La velocitat interestel·lar és d'aproximadament de 5 km/s respecte d'altres estrelles veïnes del Sol, que reforça el seu origen interestel·lar. L'objecte s'allunya del Sol amb un angle de 2×acos (1/excentricitat) o 66° des de la direcció d'on va venir. Sortirà del sistema solar amb ascensió recta 23h51m i declinació +24º a la constel·lació de Pegàs.

Trajectòria de 1I/ʻOumuamua

### Trajectòria
Oumuamua sembla que prové aproximadament de la direcció de Vega a la constel·lació Lira. La seva direcció de moviment entrant és de 6° de l'àpex solar (la direcció del moviment del Sol en relació amb les estrelles locals), la direcció més probable de la qual vindrien els objectes de fora del Sistema Solar. El 26 d'octubre es van trobar dues observacions de predescobriment del Catalina Sky Survey amb data del 14 i 17 d'octubre. Un arc d'observació de dues setmanes havia verificat una trajectoria hiperbòlica. Té un excés de velocitat hiperbòlica (velocitat a l'infinit,{\displaystyle v_{\infty }\!}) de 26.33 km/s (94,800 km/h; 58,900 mph), la seva velocitat relativa al Sol quan es troba a l'espai interestel·lar.
| Distància | Data                  | Velocitat km/s |
| --------- | --------------------- | -------------- |
| 2300 ua   | 1606                  | 26.41          |
| 1000 ua   | 1839                  | 26.42          |
| 100 ua    | 2000                  | 26.73          |
| 10 ua     | 2016                  | 29.56          |
| 1 ua      | 9 agost 2017          | 49.70          |
| Periheli  | 9 de setembre de 2017 | 87.71          |
| 1 ua      | 10 octubre 2017       | 49.70          |
| 10 ua     | 2019                  | 29.58          |
| 100 ua    | 2034                  | 26.73          |
| 1000 ua   | 2195                  | 26.44          |
| 2300 ua   | 2429                  | 26.40          |

A mitjans de novembre, els astrònoms estaven segurs que era un objecte interestel·lar. A partir d'observacions de 80 dies, l'excentricitat orbital d'Oumuamua és 1,20, la més alta observada mai. fins que es va descobrir 2I/Borisov l'agost de 2019. Una excentricitat superior a 1,0 significa que un objecte supera la velocitat d'escapament del Sol, no està lligat al Sistema Solar i pot escapar a la interestel·lar. espai. Si bé es pot obtenir una excentricitat lleugerament superior a 1,0 mitjançant trobades amb planetes, com va passar amb l'anterior posseïdor del rècord, C/1980 E1, L'excentricitat d'Oumuamua és tan alta que no es podria haver obtingut a través d'una trobada amb cap dels planetes del Sistema Solar. Fins i tot els planetes no descoberts del Sistema Solar no poden explicar la trajectòria d'Oumuamua ni augmentar la seva velocitat fins al valor observat. Per aquests motius, només pot ser d'origen interestel·lar.
| Objecte                | Velocitat km/s | # d'observacions i arc obs |
| ---------------------- | -------------- | -------------------------- |
| Sedna                  | 2.66           | 483 en 11796 dies          |
| C/2010 X1 (Elenin)     | 2.96           | 2222 en 235 dies           |
| C/1980 E1 (Bowell)     | 2.98           | 187 en 2514 dies           |
| C/1997 P2 (Spacewatch) | 2.99           | 94 en 49 dies              |
| C/2012 S1 (ISON)       | 2.99           | 6514 en 784 dies           |
| C/2008 J4 (McNaught)   | 4.87           | 22 en 15 dies              |
| 1I/2017 U1 (Oumuamua)  | 26.55          | 207 en 80 dies             |
| 2I/Borisov             | 32.43          | 1428 en 311 dies           |

Animació d'Oumuamua passant pel Sistema Solar

Oumuamua va entrar al Sistema Solar des del nord del pla de l'eclíptica. L'atracció de la gravetat del Sol va fer que s'accelerés fins a assolir la seva velocitat màxima 87,71 km/s (315.800 km/h) quan va passar al sud de l'eclíptica el 6 de setembre, on la gravetat del Sol va inclinar la seva òrbita en un gir brusc cap al nord en la seva aproximació més propera (periheli) el 9 de setembre a una distància de 0,255 ua (38.100.000 km) del Sol, és a dir, un 17% més a prop que l'aproximació més propera de Mercuri al Sol. Ara s'allunya del Sol cap a Pegàs, cap a un punt de fuga a 66° de la direcció de la seva aproximació.
En el tram exterior del seu viatge pel Sistema Solar, Oumuamua va passar més enllà de l'òrbita de la Terra el 14 d'octubre amb una distància d'aproximació més propera d'aproximadament 0,16175 ua (24.197.000 km) de la Terra. El 16 d'octubre va tornar al nord del pla eclíptic i va passar més enllà de l'òrbita de Mart l'1 de novembre. Va passar més enllà de l'òrbita de Júpiter el maig del 2018, més enllà de l'òrbita de Saturn el gener del 2019 i més enllà de la de Neptú el 2022. Quan surti del Sistema Solar serà aproximadament amb ascensió recta 23'51" i declinació +24°45', a Pegàs. Continuarà alentint-se fins que assoleixi una velocitat de 26,33 quilòmetres per segon (94.800 km/h) respecte al Sol, la mateixa velocitat que tenia abans de la seva aproximació al Sistema Solar.

#### Acceleració no gravitatòria
El 27 de juny de 2018, els astrònoms van informar d'una acceleració no gravitatòria a la trajectòria d'Oumuamua, potencialment coherent amb una empenta de la pressió de la radiació solar. El canvi de velocitat resultant durant el període en què estava a prop de la seva aproximació més propera al Sol va sumar uns 17 metres per segon. L'especulació inicial sobre la causa d'aquesta acceleració apuntava a la desgasificació semblant a un cometa, per la qual cosa les substàncies volàtils dins de l'objecte s'evaporen a mesura que el Sol escalfa la seva superfície. Tot i que no es va observar aquesta cua de gasos després de l'objecte, els investigadors van estimar que la suficient desgasificació podria haver augmentat la velocitat de l'objecte sense que els gasos fossin detectables. Una reavaluació crítica de la hipòtesi de desgasificació va argumentar que, en comptes de l'estabilitat observada del gir d'Oumuamua, la desgasificació hauria fet que el seu gir canviés ràpidament a causa de la seva forma allargada, donant lloc a que l'objecte es destrossés.

#### Indicis de l'origen
Tenint en compte el moviment correcte de Vega, Oumuamua hauria trigat 600.000 anys a arribar al Sistema Solar des de Vega. Però com a estrella propera, Vega no es trobava a la mateixa part del cel en aquell moment. Els astrònoms calculen que fa 100 anys l'objecte era 83,9 ± 0,090 milions de km (561 ± 0,6 ua) del Sol i viatjant a 26,33 km/s respecte al Sol. Aquesta velocitat interestel·lar és molt propera al moviment mitjà del material a la Via Làctia al voltant del Sol, també conegut com a estàndard local de repòs (LSR), i especialment a prop del moviment mitjà d'un moviment relativament proper. grup d'estrelles nanes vermelles. Aquest perfil de velocitat també indica un origen extrasolar, però sembla descartar la dotzena d'estels més propers. De fet, la proximitat de la velocitat d'Oumuamua a l'estàndard local de repòs podria significar que ha circulat per la Via Làctia diverses vegades i, per tant, pot haver-se originat en una part completament diferent de la galàxia.
Es desconeix quant de temps ha estat viatjant l'objecte entre les estrelles. El Sistema Solar és probablement el primer sistema planetari que Oumuamua ha trobat de prop des que va ser expulsat del seu sistema estel·lar de naixement, potencialment fa diversos milers de milions d'anys. S'ha especulat que l'objecte podria haver estat expulsat d'un sistema estel·lar en una de les associacions cinemàtiques locals d'estrelles joves (concretament, Carina o Columba) dins d'un radi d'uns 100 parsecs, fa 45 milions d'anys. Les associacions Carina i Columba estan ara molt lluny al cel de la constel·lació de Lira, la direcció d'on va sortir Oumuamua quan va entrar al Sistema Solar. Altres han especulat que va ser expulsat d'un sistema de nanes blanques i que els seus volàtils es van perdre quan la seva estrella mare es va convertir en una gegant vermella. Fa uns 1,3 milions d'anys, l'objecte podria haver passat a una distància de 0,16 parsecs (0,52 anys llum) a l'estrella propera TYC 4742-1027-1, però la seva velocitat és massa alta per haver-se originat en aquest sistema estel·lar, i probablement acaba de passar pel núvol d'Oort del sistema a una velocitat relativa d'aproximadament 15 km/s (54.000 km/h). Un estudi de l'agost de 2018 utilitzant Gaia Data Release 2 va actualitzar les possibles trobades properes del passat i va identificar quatre estrelles per les quals Oumuamua va passar relativament a prop a velocitats moderadament baixes durant els darrers milions d'anys. Aquest estudi també identifica futures trobades properes d'Oumuamua en la seva trajectòria de sortida des del Sol.
El setembre de 2018, els astrònoms van descriure diversos possibles sistemes estel·lars domèstics dels quals podria haver-se originat Oumuamua.
L'abril de 2020, els astrònoms van presentar un nou escenari possible per a l'origen de l'objecte. Segons una hipòtesi, Oumuamua podria ser un fragment d'un planeta alterat de marea. Si fos cert, això faria d'Oumuamua un objecte rar, d'un tipus molt menys abundant que la majoria de cometes o asteroides extrasolars de "bola de neu" extrasolars. Però aquest escenari condueix a objectes en forma de cigar, mentre que la corba de llum d'Oumuamua afavoreix una forma de disc.
El maig de 2020, es va proposar que l'objecte fos el primer membre observat d'una classe de petits cossos rics en H₂-gel que es formen a temperatures properes als 3 K en el nuclis de núvols moleculars gegants. L'acceleració no gravitatòria i la forma d'alta relació d'aspecte d'Oumuamua es poden explicar sobre aquesta base. Tanmateix, més tard es va calcular que els icebergs d'hidrogen no poden sobreviure al seu viatge per l'espai interestel·lar.

### Classificació
Inicialment, ʻOumuamua es va anunciar com el cometa C/2017 U1 (PANSTARRS) basat en una trajectòria fortament hiperbòlica. En un intent de confirmar qualsevol activitat cometària, es van prendre imatges molt profundes apilades al Very Large Telescope més tard el mateix dia, però l'objecte no va mostrar la presència d'una coma. En conseqüència, l'objecte va ser rebatejat com A/2017 U1, convertint-se en el primer cometa a ser redesignat com a asteroide. Un cop identificat com un objecte interestel·lar, es va designar 1I/2017 U1, el primer membre d'una nova classe d'objectes. La manca d'un coma limita la quantitat de gel superficial a uns quants metres quadrats, i qualsevol volàtil (si existeix) s'ha de trobar per sota d'una escorça almenys 0,5 m de gruixor. També indica que l'objecte s'ha d'haver format dins de la línia de congelament del seu sistema estel·lar pare o haver estat a la regió interior d'aquest sistema estel·lar el temps suficient perquè tot el gel proper a la superfície per sublimar-se, com pot ser el cas dels damocloides. És difícil dir quin escenari és més probable a causa de la naturalesa caòtica de la dinàmica del cos petit, encara que si es va formar d'una manera similar als objectes del Sistema Solar, el seu espectre indica que aquest últim escenari és cert. S'hauria previst que qualsevol activitat meteorològica de ʻOumuamua es produís el 18 d'octubre de 2017 provinent de la constel·lació del Sextant, però el Canadian Meteor Orbit Radar no va detectar cap activitat.
El 27 de juny de 2018, els astrònoms van informar que ʻOumuamua es pensava que era un cometa lleugerament actiu, i no un asteroide, com es pensava anteriorment. Això es va determinar mesurant un augment no gravitacional de l'acceleració d'ʻOumuamua, consistent amb la desgasificació del cometa. Tanmateix, els estudis presentats l'octubre de 2018 suggereixen que l'objecte no és ni un asteroide ni un cometa, tot i que l'objecte podria ser un romanent d'un cometa interestel·lar (o exocometa) desintegrat, tal com suggereix l'astrònom Zdenek Sekanina.

### Aspecte, forma i composició
Els espectres del telescopi Hale el 25 d'octubre van mostrar un color vermell semblant a nuclis de cometes o troians. Les espectres de senyal a soroll més alts registrats pel Telescopi William Herschel de 4,2 m més tard aquell dia va mostrar que l'objecte no tenia trets destacables, i de color vermell com els objectes del cinturó de Kuiper. Els espectres obtinguts amb el Very Large Telescope de 8,2 m la nit següent va mostrar que el comportament continuava en longituds d'ona de l'infraroig proper. El seu espectre és similar al dels asteroides de tipus D.
ʻOumuamua no gira al voltant del seu eix principal, i el seu moviment pot ser una forma tombant. Això explica els diferents períodes de rotació informats, com ara 8,10 hores (±0,42 hores o ±0.02 hores) per Bannister et al. i Bolin et al. amb una amplitud de corba de llum de 1,5–2,1 magnituds, mentre que Meech et al. va informar d'un període de rotació de 7,3 hores i una amplitud de la corba de llum de 2,5 magnituds. Molt probablement, ʻOumuamua es va deixar caure per una col·lisió en el seu sistema d'origen, i continua caient ja que l'escala de temps per a la dissipació d'aquest moviment és molt llarga, a almenys mil milions d'anys.

Corba de llum del 25 al 27 d'octubre de 2017 amb línia de punts d'un model amb allargament 10:1

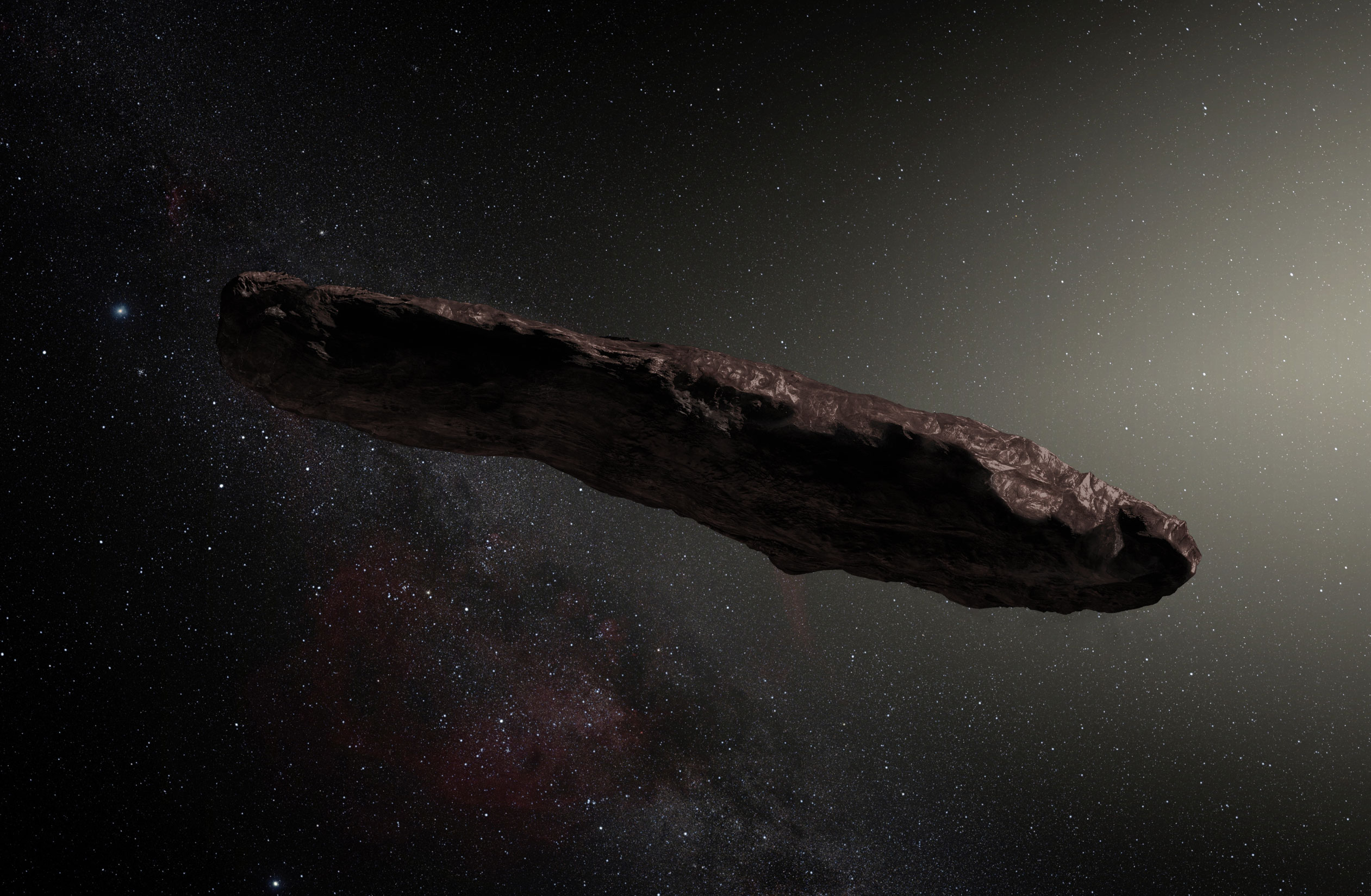
Impressió artística de ʻOumuamua

Simulació d'ʻOumuamua girant i tombant per l'espai, i la corba de llum resultant. En realitat, les observacions d'ʻOumuamua detecten l'objecte com un sol píxel; la seva forma aquí s'ha deduït a partir de la corba de llum

Les grans variacions de les corbes de llum indiquen que ʻOumuamua pot ser qualsevol cosa des d'un objecte semblant a un cigar molt allargat, comparable o més gran que els objectes més allargats del Sistema Solar, a un objecte extremadament pla, com un crep o un esferoide. No obstant això, la mida i la forma no s'han observat directament, ja que ʻOumuamua no sembla més que una font puntual de llum fins i tot als telescopis més potents. No es coneix ni la seva albedo ni la seva forma el·lipsoide triaxial. Si té forma de cigar, la relació entre els eixos més llarg i més curt podria ser de 5:1 o més. Suposant una albedo del 10% (lleugerament superior al típic dels asteroides de tipus D) i una proporció de 6:1, ʻOumuamua té unes dimensions aproximadament 100 m–1.000 m × 35 m–167 m × 35 m–167 m amb un diàmetre mitjà d'aproximadament 110 m. Segons l'astrònom David Jewitt, l'objecte no és físicament remarcable excepte per la seva forma molt allargada. Bannister et al. han suggerit que també podria ser un binari de contacte, tot i que això pot no ser compatible amb la seva ràpida rotació. Una especulació sobre la seva forma és que és el resultat d'un esdeveniment violent (com una col·lisió o una explosió estel·lar) va provocar la seva expulsió del seu sistema d'origen. JPL News va informar que ʻOumuamua "fa fins a un quart de milla (400 metres) de llarg i molt allargat, potser 10 vegades més llarg que ample".
Un estudi de 2019 troba els millors models com a forma de cigar, relació d'aspecte 1:8, o en forma de disc, relació d'aspecte 1:6, amb el disc més probable, ja que la seva rotació no requereix una orientació específica per veure l'amplitud de lluminositats observades. Les  simulacions de Monte Carlo basades en la determinació de l'òrbita disponible suggereixen que la obliqüitat equatorial d'ʻOumuamua podria ser d'uns 93 graus, si té un cigar molt prolat o forma semblant, o propera als 16 graus, si és molt oblat o en forma de disc. Un altre estudi de 2021 va trobar que la forma extrema era probablement el resultat d'una evaporació recent i que quan l'objecte va entrar al Sistema Solar probablement tenia una relació d'aspecte de 2:1 poc notable. Els autors van calcular que un mes després del periheli, ʻOumuamua havia perdut el 92% de la massa que tenia en entrar al Sistema Solar.
Les observacions de la corba de llum suggereixen que l'objecte pot estar compost de roca densa rica en metalls que s'ha posat vermell per milions d'anys d'exposició als raigs còsmics. Es creu que la seva superfície conté tolins, que són compostos orgànics irradiats que són més comuns en objectes del Sistema Solar exterior i poden ajudar a determinar l'edat de la superfície. Aquesta possibilitat es dedueix de la caracterització espectroscòpica i del seu color vermellós, i dels efectes esperats de la radiació interestel·lar. Malgrat la manca de cap coma de cometa quan es va apropar al Sol, encara pot contenir gel intern, amagat per "un mantell aïllant produït per una exposició a llarg termini al raig còsmic".
El novembre de 2019, alguns astrònoms van declarar que ʻOumuamua pot ser un "conillet de pols còsmic", a causa del seu "conglomerat de pols i grans de gel molt lleuger i" esponjós".
L'agost de 2020, els astrònoms van informar que ʻOumuamua probablement no hagués estat compost per hidrogen congelat, que s'havia proposat anteriorment; la naturalesa compositiva de l'objecte continua sent desconeguda.

### Mesures de ràdio
El desembre de 2017, l'astrònom Avi Loeb de la Universitat de Hardvard, assessor del projecte Breakthrough Listen, va citar la forma inusualment allargada d'Oumuamua com una de les raons per les quals el Green Bank Telescope a Virginia Occidental hauria d'escoltar emissions de ràdio per veure si hi havia indicis inesperats que pogués ser d'origen artificial, encara que les observacions limitades anteriors d'altres radiotelescopis com l'Allen Telescope Array del SETI Institute no havien produït aquests resultats. El 13 de desembre de 2017, el Green Bank Telescope va observar l'objecte durant sis hores a través de quatre bandes de radiofreqüència. No es van detectar senyals de ràdio d'ʻOumuamua en aquest radi d'exploració molt limitat, però es van planificar més observacions.

## Discussió

### Teoria del gel de nitrogen
La desgasificació de gel de nitrogen (N₂) podria explicar per què no es va detectar cap desgasificació. El gel de nitrogen de la mida d'Oumuamua podria sobreviure durant 500 milions d'anys al mitjà interestel·lar i reflectiria dos terços de la llum del Sol. Aquesta explicació s'ha recolzat encara més el març de 2021 quan els científics van presentar una teoria basada en el gel de nitrogen i van concloure, a més, que ʻOumuamua pot ser una peça d'un exoplaneta similar al planeta nan Plutó, un exo-Plutó com s'ha indicat, des de més enllà del Sistema Solar. Aquesta teoria ha estat criticada per Loeb. El novembre de 2021, els estudis teòrics de Siraj i Loeb van plantejar la hipòtesi que 'Oumuamua no era un iceberg de nitrogen.

### Teoria del gel d'hidrogen
S'ha proposat que ʻOumuamua conté una quantitat significativa de gel d'hidrogen. Això apuntaria que s'origina al nucli d'un núvol molecular interestel·lar, on podrien existir les condicions per a la formació d'aquest material. La calor del Sol faria que l'hidrogen es sublimi, que al seu torn impulsaria el cos. La coma d'hidrogen format per aquest procés seria difícil de detectar des dels telescopis terrestres, ja que l'atmosfera bloqueja aquestes longituds d'ona. Els cometes regulars de gel d'aigua també ho pateixen, però en molt menor mesura i amb un coma visible. Això pot explicar l'acceleració no gravitacional significativa que va patir ʻOumuamua sense mostrar indicis de formació de coma. La pèrdua de massa important causada per la sublimació també explicaria la forma inusual de cigar, comparable a com una pastilla de sabó es fa més allargada a mesura que s'esgota.
No obstant això, més tard es va demostrar que els icebergs d'hidrogen no es poden formar a partir de grans petits i que, per no evaporar-se durant el seu viatge a l'espai interestel·lar, s'haurien d'haver format fa uns 40 milions d'anys, a les proximitats del sistema solar.

### Teoria del gel d'aigua carregada d'hidrogen
L'any 2023, es va proposar que l'acceleració no gravitacional observada i l'espectre de ʻOumuamua es pot explicar millor mitjançant la desgasificació d'hidrogen de la matriu de gel d'aigua. S'espera que l'acumulació d'hidrogen en el gel d'aigua passi als cometes interestel·lars, a causa de la radiòlisi del gel d'aigua a baixa temperatura per part de partícules de raigs còsmics mentre ʻOumuamua o un cos cometari similar es trobava a l'espai interestel·lar.

### Missions espacials hipotètiques
La Initiative for Interstellar Studies (i4is, ‘Iniciativa per a estudis interestel·lars’) va exposar el Projecte Lyra per avaluar la viabilitat d'una missió per ʻOumuamua. Es van suggerir diverses opcions per enviar una nau espacial a ʻOumuamua en un període de 5 a 25 anys. Es van explorar diferents durades de la missió i els seus requisits de velocitat respecte a la data de llançament, assumint una transferència impulsiva directa a la trajectòria d'intercepció.
El Space Launch System (també s'està examinant per a "missions precursores interestel·lars") seria encara més capaç. Aquest precursor interestel·lar podria passar fàcilment per ʻOumuamua en sortir del Sistema Solar, a velocitats de 63 km/s.
També s'han considerat opcions més avançades d'utilitzar propulsió de vela solar, làser elèctrica i làser, basada en la tecnologia Breakthrough Starshot. El repte és arribar a l'objecte interestel·lar en un període raonable (i, per tant, a una distància raonable de la Terra), i, tanmateix, poder obtenir informació científica útil. Per fer-ho, desaccelerar la nau espacial a ʻOumuamua seria "molt desitjable, a causa del mínim retorn científic d'una trobada a hipervelocitat". Si la sonda d'investigació va massa ràpid, no podria posar-se en òrbita o aterrar sobre l'objecte i passaria per sobre. Els autors conclouen que, tot i que és un repte, una missió de trobada seria factible utilitzant tecnologia a curt termini. Seligman i Laughlin adopten un enfocament complementari a l'estudi de Lyra, però també conclouen que aquestes missions, tot i que són difícils, són factibles i científicament atractives.

### Hipòtesi de la tecnosignatura
El 26 d'octubre de 2018, Loeb i el seu postdoctor Shmuel Bialy van presentar un estudi que explorava la possibilitat que ʻOumuamua fos una vela solar fina artificial. accelerat per la pressió de la radiació solar, en un esforç per ajudar a explicar l'acceleració no gravitatòria semblant a un cometa de l'objecte. Altres científics han afirmat que les proves disponibles són insuficients per considerar aquesta premissa, i que una vela solar que es tomba no seria capaç d'accelerar. En resposta, Loeb va escriure un article que detallava sis propietats anòmales d'ʻOumuamua que el fan inusual, a diferència de qualsevol cometa o asteroide vist abans. Un informe posterior sobre les observacions del telescopi espacial Spitzer va establir un límit estricte a la desgasificació del cometa de qualsevol molècula basada en carboni i va indicar que ʻOumuamua és almenys deu vegades més brillant que un cometa típic. La hipòtesi de la tecnosignatura de la vela solar és considerada improbable per molts experts a causa de les explicacions més senzilles disponibles de la navalla d'Occam que s'alineen amb les característiques esperades dels asteroides i cometes interestel·lars.

### Altres objectes interestel·lars
2I/Borisov es va descobrir el 30 d'agost de 2019, i aviat es va confirmar que era un cometa interestel·lar. Arribant des de la direcció de Cassiopeia, l'objecte va arribar al periheli (punt més proper al Sol) el 8 de desembre de 2019.
Altres objectes interestel·lars proposats inclouen els meteors CNEOS 2014-01-08 i CNEOS 2017-03-09 que van impactar la Terra el 2014 i 2017, respectivament, encara que aquestes afirmacions s'han rebut amb escepticisme.